# Grupo Godó
El Grupo Godó de Comunicación, o simplement Grup Godó, és un grup d'empreses dedicades a la comunicació constituït el 1998 i amb seu a la Torre Godó (Diagonal, 477). El seu origen està vinculat als diaris La Vanguardia, fundat l'any 1881 pels germans Carles i Bartomeu Godó, i El Mundo Deportivo, fundat el 1906.

## Història

### Nissaga Godó
Els Godó són una família d'empresaris i polítics catalans activa des del segle xviii i originària de Valldellou (Llitera). El primer membre destacat fou el paraire Ramon Godó (Valldellou, 1717 - Igualada, 1798), que es traslladà a Igualada juntament amb el seu fill Ramon Godó i Mas (Valldellou, 1742 - Igualada, 1813), que s'establí com a teixidor. El fill d'aquest darrer, Antoni Godó i Domingo (1777-1830), exercí com a fabricant d'indianes.
La vinculació amb el tèxtil va continuar amb Ramon Godó i Llucià (1801-1865), que va ser alcalde de d'Igualada i va tenir nou fills. El tercer i hereu Ramon Godó i Pié (1825-1883) no va intervenir en política i l'any 1881, va adquirir la fàbrica de la Igualadina Cotonera, en la qual el seu pare ja tenia una participació des de l'inici.
Per contra, els seus germans Carles Godó i Pié (Igualada, 1834 - Teià, 1897) i Bartomeu Godó i Pié (Igualada, 1839 - Barcelona, 1894) s'instal·laren a Barcelona l'any 1856, per posteriorment traslladar-se a Bilbao i Oviedo, on establiren delegacions comercials de la indústria tèxtil familiar, però la crisi prèvia a la Tercera Guerra Carlina (1872-1876), els obligà a tancar-les i a retornar a Barcelona. Juntament amb Pere Milà i Pi fundaren Godó Hermanos y Cía, compraren una fàbrica de filats de jute i en constituïren una altra, subsidiària, de teixits de jute. Aquesta última es mantingué activa fins a la pèrdua dels territoris colonials espanyols, l'any 1898, però la de filats continuà funcionant, malgrat no disposar dels principals proveïdors de matèries primeres, amb el nom de Godó y Trías (vegeu El Cànem).
Ambdós germans foren membres actius del Partit Liberal, dirigit per Práxedes Mateo Sagasta i ocuparen diversos càrrecs polítics nivell local i nacional. L'any 1881 fundaren el diari La Vanguardia amb l'objectiu inicial de difondre les seves doctrines polítiques. La celebració de l'Exposició Universal de Barcelona de 1888 significà un important canvi per al diari, que passà a ser un mitjà independent, amb col·laboradors de renom i una àmplia xarxa de corresponsals.
El fill de Carles, Ramon de Godó i Lallana (1864-1931), mantingué la línia política dels seus predecessors, impulsà el creixement de la publicació periòdica i creà una indústria paperera, Papelera Godó, que aportava al diari el paper necessari per a la seva publicació. L'any 1916 fou nomenat comte de Godó pel rei Alfons XIII.
El seu successor, Carles de Godó i Valls (1899-1987), amplià el negoci periodístic i consolidà un important grup editorial, amb activitats diversificades en els sectors de la radiodifusió i la televisió. El seu fill, Xavier de Godó i Muntanyola (1941-) és l'actual president del grup.

## Empreses del grup
El Grup Godó fou constituït com a grup d'empreses l'any 1998. L'any 2004 adquirí una participació del 40% en el diari Avui, que vengué l'any 2009.

## Mitjans

### Diaris
- La Vanguardia
- El Mundo Deportivo

### Llibres
- Libros de Vanguardia

### Revistes
- Què Fem?
- Magazine
- Psychologies
- Historia y Vida
- Playboy
- Lonely Planet
- TVmanía
- Interiores
- Cocinas y Baños
- Salud y Vida

### Audiovisual
- RAC 1
- RAC 105
- PRISA RADIO (20%)
- Radiocat XXI (93%)